# Cultura de Starčevo-Körös-Criş
La cultura de Starčevo-Körös o Starčevo-Körös-Criş es la agrupación de tres culturas arqueológicas estrechamente relacionadas del neolítico del sudeste de Europa: la cultura de Starčevo, la cultura de Körös y la cultura de Criş.[cita requerida]
- La cultura de Starčevo es una cultura arqueológica del sudeste de Europa, en la cuenca del Danubio medio, centrada en la actual Serbia. Es la primera cultura neolítica de la región con una datación entre c. 5500 y 4500 a. C.[3] (según otras fuentes, entre 6200 y 5200 a. C.).[4] Algunos autores la consideran parte de una mayor (cultura de Starčevo-Koros-Cris) y otros no.[5]
- La cultura de Körös es otra cultura arqueológica neolítica en Europa Central, nombrada por el río Körös en Hungría oriental.[6]
- La cultura de Criş está en la actual Rumanía y su cronología es aproximadamente 5800 a 5300 a. C. y es similar a la cultura de Körös. Las diferentes denominaciones se deben a que el río Körös pasa a llamarse Criş en Rumanía.